# Joseph B. Foraker
Joseph Benson Foraker, née le 5 juillet 1846 dans le comté de Highland et mort le 10 mai 1917 à Cincinnati, est un homme politique américain du parti républicain. Il est le 37e gouverneur de l'Ohio entre 1886 et 1890 et sénateur américain de 1897 à 1909.

## Biographie
Foraker est né dans la région rurale de l’Ohio en 1846 et s’est enrôlé à l’âge de 16 ans dans l’Union Army pendant la guerre de Sécession. Il a combattu pendant presque trois ans atteignant le rang de capitaine. Après la guerre, il a été membre de la première promotion de l'université Cornell et est devenu avocat. Intéressé par la politique, il est élu juge en 1879 et se fait connaître comme orateur politique. Il fut battu lors de sa première tentative à l'élection au poste de gouverneur de l'Ohio en 1883, mais fut élu deux ans plus tard. En tant que gouverneur, il a formé une alliance avec l'industriel de Cleveland Mark Hanna, mais s'est brouillé avec lui en 1888. Foraker a été défait pour un nouveau mandat en 1889. Mais il a été élu sénateur des États-Unis par l'Assemblée générale de l'Ohio en 1896, après une tentative infructueuse en 1892.
Au Sénat, il a soutenu la guerre hispano-américaine et l'annexion des Philippines et de Porto Rico. Il s’est mis d’accord avec le président Theodore Roosevelt sur la réglementation des chemins de fer. Leur désaccord le plus important a concerné l’affaire Brownsville dans laquelle des soldats noirs étaient accusés de terroriser une ville du Texas et pour laquelle Roosevelt dissout tout le bataillon. Foraker s'est opposé avec zèle à l'action de Roosevelt et s'est battu pour la réintégration des soldats. Le désaccord des deux hommes a éclaté dans une confrontation lors du dîner au Gridiron Club (en) en 1907. Par la suite duquel Roosevelt s'est efforcé de faire échec à la réélection du sénateur. Foraker est décédé en 1917.

## Source
- (en) Cet article est partiellement ou en totalité issu de l’article de Wikipédia en anglais intitulé « Joseph B. Foraker » (voir la liste des auteurs).